# Phong Dương Tiến
Phong Dương Tiến là một xã thuộc huyện Đông Hưng, tỉnh Thái Bình, Việt Nam.

## Địa lý
Xã Phong Dương Tiến có diện tích 11,98 km², dân số năm 2022 là 16.526 người, mật độ dân số đạt 1.379 người/km².

## Lịch sử
Ngày 28 tháng 9 năm 2024, Ủy ban Thường vụ Quốc hội ban hành Nghị quyết số 1201/NQ-UBTVQH15 về việc sắp xếp đơn vị hành chính cấp xã của tỉnh Thái Bình giai đoạn 2023 – 2025 (nghị quyết có hiệu lực từ ngày 1 tháng 11 năm 2024). Theo đó, thành lập xã Phong Dương Tiến trên cơ sở toàn bộ 3,72 km² diện tích tự nhiên, quy mô dân số là 5.040 người của xã Chương Dương; toàn bộ 3,46 km² diện tích tự nhiên, quy mô dân số là 4.684 người của xã Hợp Tiến và toàn bộ 4,80 km² diện tích tự nhiên, quy mô dân số là 6.802 người của xã Phong Châu.
Xã Phong Dương Tiến có 11,98 km² diện tích tự nhiên và quy mô dân số là 16.526 người.